# فاجعه راه آهن لاک-مگانتیک
فاجعه ریلی لاک-مگانتیک (به انگلیسی: Lac-Mégantic rail disaster) در تاریخ ۶ ژوئیه ۲۰۱۳، تقریباً ساعت ۱:۱۴ صبح به وقت تابستانی شرقی (EDT)، در شهر لاک-مگانتیک، کبک، کانادا رخ داد. در این حادثه، یک قطار باری ۷۳ واگنه بدون مراقب از شرکت راه‌آهن مونترال، مین و آتلانتیک (MMA) که حامل نفت خام از سازند باکن بود، از شیب ۱.۲ درصدی از نانت، کبک به سمت پایین حرکت کرد و در مرکز شهر از ریل خارج شد که منجر به انفجار و آتش‌سوزی چندین واگن مخزن‌دار شد. در این حادثه چهل و هفت نفر کشته شدند.
هیئت ایمنی حمل و نقل کانادا چندین دلیل را برای این حادثه شناسایی کرد که عمدتاً شامل رها کردن قطار بدون مراقب در خط اصلی، عدم کشیدن ترمزهای دستی کافی و فقدان مکانیزم ایمنی پشتیبان بود.
تعداد کشته‌شدگان ۴۷ نفر، این حادثه را به چهارمین حادثه مرگبار ریلی در تاریخ کانادا و مرگبارترین حادثه شامل یک قطار غیرمسافربری تبدیل کرده است. این همچنین مرگبارترین حادثه ریلی از زمان کنفدراسیون کانادا در سال ۱۸۶۷ است. آخرین حادثه ریلی کانادا که تعداد کشته‌شدگان بیشتری داشت، فاجعه قطار بلوی در سال ۱۸۶۴ بود که ۹۹ نفر را به کام مرگ کشاند.

## پیش زمینه

### مسیر حمل و نقل
راه‌آهن عبوری از لاک-مگانتیک، کبک، متعلق به شرکت راه‌آهن مونترال، مین و آتلانتیک (MMA) مستقر در ایالات متحده بود. این شرکت از ژانویه ۲۰۰۳ خط اصلی سابق راه‌آهن کانادا پاسیفیک (CPR) را در اختیار داشته و اداره می‌کند، که بین سن-ژان-سور-ریشلیو، کبک، در غرب و براون‌ویل جانکشن، مین، در شرق قرار دارد.
خط ریلی که از لاک-مگانتیک و سرتاسر مِین می‌گذشت، در اواخر دهه ۱۸۸۰ میلادی ساخته شد. این خط بخشی از آخرین اتصال سیستم راه‌آهن بین‌قاره‌ای CPR بین مونترال و سنت جان در نیوبرانزویک بود و بخش شرقی آن از لاک-مگانتیک به نام راه‌آهن بین‌المللی مِین شناخته می‌شد. در دهه ۱۹۷۰، پیشنهادی برای تغییر مسیر این خط به منظور دور زدن مرکز شهر لاک-مگانتیک مطرح شد، اما به دلیل هزینه‌های بالا هرگز اجرایی نشد. [۱۰] این خط ریلی تا ژانویه ۱۹۹۵، که در بخش‌هایی به فروش رسید، متعلق به CPR بود.

### قطار
نفتی که توسط زیرمجموعه World Fuel Services، شرکت داکوتا پلینز هولدینگز، Inc.، از نیوتاون، داکوتای شمالی ارسال شده بود، از سازند باکن نشأت گرفته بود. مقصد این محموله، پالایشگاه ایروینگ اویل در سنت جان، نیوبرانزویک بود. حمل‌ونقل این نفت به CPR واگذار شده بود که آن را با قطارهای CPR از داکوتای شمالی به حیاط CPR در کوت-سنت-لوک، حومه مونترال، منتقل می‌کرد.
CPR حمل‌ونقل نفت را از حیاط CPR در کوت-سنت-لوک به حیاط MMA در براون‌ویل جانکشن به MMA برون‌سپاری کرد. CPR همچنین حمل آن را از حیاط MMA در براون‌ویل جانکشن به مقصد نهایی در پالایشگاه سنت جان، به NBSR برون‌سپاری کرد. مارک گرینیون، بازرس ارشد وزارت حمل‌ونقل، اظهار داشت: "وقتی فرستنده خارج از کانادا باشد، واردکننده به فرستنده تبدیل می‌شود." در این مورد، ایروینگ اویل کامرشال G.P. فرستنده بود. در دوره نه ماهه قبل از خروج از ریل، ۳۸۳۰ واگن ریلی نفت خام باکن با ۶۷ قطار ارسال شده بود.
در سال ۲۰۰۹، در ایالات متحده، ۶۹٪ از ناوگان واگن‌های مخزن‌دار، واگن‌های DOT-111 بودند. در کانادا، همین واگن (با نام CTC-111A) نزدیک به ۸۰٪ از ناوگان را تشکیل می‌دهد. هیئت ملی ایمنی حمل‌ونقل (NTSB) اشاره کرد که این واگن‌ها "در طول حوادث، موارد زیادی از خرابی مخزن را تجربه می‌کنند"، و در سال ۲۰۰۹ "طراحی ناکافی" آن‌ها را به عنوان عاملی در تصادف ریلی مرگبار خارج از راکفورد، ایلینوی، ذکر کرد. حتی قبل از حادثه لاک-مگانتیک، تلاش‌هایی برای الزام بازطراحی یا جایگزینی واگن‌های موجود در ایالات متحده انجام شد؛ این تلاش‌ها به دلیل لابی‌گری شدید گروه‌های صنعت ریلی و نفتی که نگران هزینه‌ها بودند، به تعویق افتاد. از سال ۲۰۱۱، دولت کانادا واگن‌های مخزن‌دار با بدنه ضخیم‌تر را الزامی کرده است، اگرچه مدل‌های قدیمی‌تر هنوز مجاز به فعالیت هستند.
قطارهای باری که توسط MMA اداره می‌شدند، توسط نهادهای نظارتی در کانادا (ترانسپورت کانادا) و ایالات متحده (اداره فدرال راه‌آهن یا FRA) مجاز بودند (نه "با مجوز") وضعیت عملیات قطار تک‌نفره (SPTO، یا OPTO) را داشته باشند (یک اپراتور). فرآیند "مجوز"، که نیازمند نظرات عمومی است، دنبال نشده بود. ترانسپورت کانادا و MMA وارد یک فرآیند مذاکره شدند که در اوج آن، مدتی قبل از هفته دوم جولای ۲۰۱۲، دولت به MMA اجازه داد تا نیروی انسانی خود را به SPTO کاهش دهد. به طور متوسط، هشتاد واگن مخزن‌دار در هر قطار در مسیر لاک-مگانتیک تحت نظارت فقط یک نفر حمل می‌شد. نهاد نظارتی مِین پیش از این، وضعیت SPTO را قبل از هفته اول آوریل ۲۰۱۲ مجاز دانسته بود.
در مه ۲۰۱۰، جارود بریگز، مهندس سابق MMA از میلی‌نوکت، مِین، به بانگور دیلی نیوز توضیح داد که "در یک شیفت دوازده ساعته در یکی از این قطارها، اتفاقات زیادی می‌تواند رخ دهد، مانند شسته شدن مسیر، درختان افتاده یا نقص مکانیکی. اگر مهندس داخل قطار دچار مشکل پزشکی شود چه؟ چه کسی از آن خبر خواهد داشت؟ اگر یک کامیون آتش‌نشانی یا آمبولانس نیاز به عبور از قطار یا یک تقاطع داشته باشد، ممکن است ساعت‌ها طول بکشد." بریگز در سال ۲۰۰۷ MMA را ترک کرد تا برای یک راه‌آهن دیگر کار کند؛ اگرچه او تنها خدمه درگیر در خروج از ریل لاک-مگانتیک را "یک مهندس بسیار خوب، یکی از بهترین‌ها در شرکت" توصیف کرد، اما او مدت‌ها نگرانی‌های ایمنی خود را در مورد عملیات کلی قطار MMA ابراز کرده بود، زیرا "اگر دو نفر نظارت داشته باشند، می‌توانید اشتباه را بگیرید. همه چیز در مورد کاهش، کاهش، کاهش بود".
هیئت ایمنی حمل‌ونقل کانادا (TSB) بررسی کرد که آیا SPTO در این حادثه نقش داشته است یا خیر. پس از بررسی شرایط شب خروج از ریل، تحقیقات نتوانست نتیجه‌گیری کند که آیا حضور یک خدمه دیگر می‌توانست از حادثه جلوگیری کند یا خیر.
ترمزهای هوایی قطار از یک کمپرسور روی هر لوکوموتیو هوا دریافت می‌کنند. وقتی یک لوکوموتیو خاموش می‌شود، کمپرسور دیگر هوای لازم را برای سیستم ترمز تأمین نمی‌کند. یک لوله ترمز هوا به هر واگن و لوکوموتیو قطار متصل است. وقتی هوا از اجزای مختلف نشت می‌کند، فشار هوا کاهش می‌یابد. اگر سیستم با هوا دوباره پر نشود، ترمزهای هوایی لوکوموتیو بی‌اثر شده و هیچ نیروی ترمزی ایجاد نمی‌کنند. هنگامی که شیرهای کنترل ترمز هوا افت فشار در لوله ترمز را حس می‌کنند، طوری طراحی شده‌اند که ترمزهای هر واگن را فعال کنند. با این حال، اگر سرعت نشت آهسته و ثابت باشد، ترمزهای خودکار ممکن است اعمال نشوند، همانطور که در مورد حادثه لاک-مگانتیک رخ داد. با این حال، رویه معمول برای مهندسی که قطار را پارک می‌کند این است که پس از توقف قطار، با آزاد کردن هوا از خط قطار، ترمزهای واگن‌ها را اعمال کند و اجازه دهد هوای موجود در مخازن واگن‌ها ترمزهای واگن‌ها را فعال کند. بنابراین، مهم نیست که ترمزهای خودکار فعال شوند یا خیر، زیرا ترمزهای واگن از قبل در وضعیت فعال شده خواهند بود. قطار دارای لوکوموتیوهایی بود که می‌توانستند در صورت خرابی ترمز، سیستم ترمز هوا را به طور خودکار مجدداً راه‌اندازی کنند، مشروط بر اینکه این لوکوموتیوها خاموش نشده باشند، همانطور که در این حادثه خاموش شدند. همچنین، TSB دریافت که "کنترل ایمنی بازنشانی" در لوکوموتیو اصلی برای اعمال ترمزهای کل قطار در صورت خرابی موتور، سیم‌کشی نشده بود.
علاوه بر سیستم‌های ترمز هوا، تمامی لوکوموتیوها و واگن‌های ریلی حداقل به یک ترمز دستی مجهز هستند. این یک دستگاه مکانیکی است که کفشک‌های ترمز را به چرخ‌ها فشار می‌دهد تا از حرکت آن‌ها جلوگیری کند. کارایی ترمزهای دستی به چندین عامل بستگی دارد، از جمله سن آنها، وضعیت نگهداری آنها، اعمال آنها در کنار ترمزهای هوایی، و نیروی وارد شده توسط فردی که ترمز را اعمال می‌کند، که می‌تواند بسیار متفاوت باشد. TSB تخمین زد که برای مهار قطار، بین ۱۷ تا ۲۶ ترمز دستی مورد نیاز بود. اگر دو خدمه حضور داشتند، چه هر دو خدمه لوکوموتیو یا یک خدمه لوکوموتیو و یک خدمه زمینی، آنها می‌توانستند یک تست پایداری را انجام دهند، با رها کردن تمام ترمزهای هوا و اطمینان از اینکه فقط ترمزهای دستی قطار را نگه می‌دارند. از آنجا که فقط یک نفر خدمه بود، این آزمایش امکان‌پذیر نبود.

## خروج از ریل و انفجار
با خاموش شدن تمام لوکوموتیوها، کمپرسور هوا دیگر هوای لازم را برای سیستم ترمز بادی تامین نمی‌کرد. با نشت هوا از سیستم ترمز، مخازن اصلی هوا به آرامی خالی شدند و به تدریج اثربخشی ترمزهای بادی لوکوموتیو کاهش یافت. در ساعت ۰۰:۵۶، فشار هوا به حدی افت کرده بود که ترکیبی از ترمزهای بادی لوکوموتیو و ترمزهای دستی دیگر نمی‌توانست قطار را نگه دارد و شروع به حرکت به سمت پایین، به سمت لاک-مگانتیک کرد که کمی بیش از ۱۱ کیلومتر (۷ مایل) فاصله داشت. یک شاهد به یاد آورد که قطار بدون چراغ لوکوموتیو به آرامی به سمت لاک-مگانتیک حرکت می‌کرده است. مسیر ریلی مجهز به مدارهای ریل نبود تا کنترل‌کننده ترافیک ریلی را از وجود یک قطار فراری آگاه کند. حدود ده دقیقه قبل از خروج از ریل، آتش‌نشان ژان-لوک مونت‌مینی، که پس از کمک به خاموش کردن آتش در لوکوموتیو اصلی قطار به خانه بازمی‌گشت، در یک گذرگاه راه‌آهن در مسیر ۱۶۱ کبک، کمی در جنوب شرقی جایی که قطار شروع به حرکت کرده بود، متوقف شد. او اظهار داشت که گذرگاه فعال شده و در حال هشدار دادن در مورد نزدیک شدن قطار بود، اما پس از مدتی انتظار، هیچ صدای بوق یا نشانه‌ای از نزدیک شدن قطار نشنید. با این تصور که گذرگاه خراب شده است، از تقاطع عبور کرد و درست پس از عبور او، قطاری بدون چراغ جلو یا بوق با سرعت بسیار زیادی از آنجا گذشت. مونت‌مینی تشخیص داد که این همان قطاری است که ساعت‌ها پیش به آن پاسخ داده بود و به سرعت به نانت بازگشت تا سایر آتش‌نشانان را از آنچه تازه دیده بود مطلع کند. قطار با افزایش سرعت در سراشیبی طولانی، با سرعت بالا وارد شهر لاک-مگانتیک شد. گزارش نهایی هیئت ایمنی حمل و نقل کانادا نتیجه گرفت که قطار با سرعت ۱۰۵ کیلومتر در ساعت حرکت می‌کرده است، یعنی بیش از شش برابر سرعت معمول برای آن مکان. خط ریلی در این منطقه در یک پیچ قرار دارد و محدودیت سرعت برای قطارها ۱۶ کیلومتر در ساعت است، زیرا در انتهای غربی حیاط ریلی مگانتیک قرار دارد.
درست قبل از خروج از ریل، شاهدان به یاد می‌آورند که قطار را در حال عبور از گذرگاه با سرعت بیش از حد، بدون چراغ لوکوموتیو، با صدای "جهنمی" و جرقه‌هایی که از چرخ‌ها ساطع می‌شد، مشاهده کرده‌اند. همچنین شاهدان اظهار داشتند که چون قطار با سرعت بسیار بالایی حرکت می‌کرد، چراغ‌های چشمک‌زن یا زنگ‌های علائم گذرگاه فعال نشدند. ژیل فلوت، یکی از مشتریان Musi-Café که درست قبل از خروج از ریل در حال ترک محل بود، گفت که چرخ‌ها دود سفید زیادی منتشر می‌کردند. قطار فراری ۵۰ متر پشت سر او با سرعت بزرگراهی حرکت می‌کرد. قطار بدون هیچ سیگنالی، از ریل خارج شد و رودخانه‌ای از نفت سوزان را به داخل دریاچه سرازیر کرد. او گفت: "با سرعتی جهنمی حرکت می‌کرد ... بدون چراغ، بدون سیگنال، هیچ چیز. هیچ هشداری وجود نداشت. توده‌ای سیاه بود که از ناکجاآباد ظاهر شد. فهمیدم که آنها تانکرهای نفتی هستند و قرار است منفجر شوند، بنابراین این را به دوستانم فریاد زدم و از آنجا فرار کردم. اگر همانجا می‌ماندیم، بریان می‌شدیم."
قطار بدون سرنشین در مرکز شهر لاک-مگانتیک در ساعت ۰۱:۱۴ از ریل خارج شد، در منطقه‌ای نزدیک به گذرگاه همسطح که خط ریلی از خیابان فرونتناک (مسیر ۱۶۱ کبک)، خیابان اصلی شهر عبور می‌کند. این مکان تقریباً ۶۰۰ متر در شمال غربی پل راه‌آهن بر روی رودخانه شودیر و همچنین بلافاصله در شمال منطقه تجاری مرکزی شهر قرار دارد.